# I Witness - La verità uccide
I Witness - La verità uccide (I Witness) è un film statunitense del 2003 diretto da Rowdy Herrington.

## Trama
James Rhodes, osservatore per la difesa dei diritti umani, giunge nella cittadina di Tijuana in occasione delle elezioni sindacali presso una grossa fabbrica di proprietà americana. La sparizione di 27 contadini di un paesino limitrofo alla fabbrica induce Rhodes ad indagare sul misterioso fatto. Si scontra sin da subito con il vice console Douglas Draper e con il detective Castillo. Troverà però aiuto per le sue indagini in Emily, una rappresentante del Dipartimento del commercio degli Stati Uniti d'America.